# Квитки
Квитки (укр. Квітки) — старый украинский (черкасский, слобожанский) дворянский род казачьего старшинского происхождения, герба Лис.
Род внесён в VI и II части родословной книги Харьковской, Полтавской и Херсонской губерний.

## История рода
Впервые в украинских летописях упомянут Илья Квитка (1666). Григорий Семёнович Квитка основал в 1714 в Харькове, в районе "Основа", храм Иоанна Предтечи.
Квитки появляются в XVII веке сперва на Полтавщине, где один из Квиток был Гадяцким полковником, а затем переселяются в Слободскую Украину, где Квитки тоже бывали полковниками разных слободских полков и связали своё имя с устроением Харькова. Наряду с Донцами-Захаржевскими, Куликовскими, Шидловскими составили служилую дворянскую элиту местного значения. После расформирования полкового устройства Слобожанщины в 1765 году, влились в общеимперскую аристократию, дав Российской империи несколько генералов и губернаторов.
По легенде, изложенной знаменитым писателем и представителем данного рода Григорием Федоровичем Квиткой-Основьяненко, род Квиток один из первейших появившихся на Харьковщине. Представитель киевской старшины, за свою красоту прозванный Квиткою (рус. Цветок), пытается жениться на красивой дочери воеводы, но получает отказ. Вместе со своей избранницей он убегает на только заселяемую тогда Слобожанщину. Там он основывает слободу Основа, откуда и берёт начало город Харьков. Но это не более чем красивая сказка. Так, например, слобода Основа была вообще куплена у Донцов-Захаржевских в 1713 году Григорием Семеновичем Квиткою.

## Представители
- Афанасий Квитка — полковник Гадяцкого казачьего полка.
- Семён Афанасьевич Квитка — сотник Харьковского казачьего полка (1673), затем харьковский полковой судья.
- Григорий Семенович Квитка (умер 1734) — полковник Харьковского слободского казацкого полка (1714—1734). Внук полковника Гадяцкого полка Афанасия Квитки, сын харьковского полкового судьи Семёна Афанасьевича Квитки. Жена Василиса Еремеевна, урождённая Красновская.
- Иван Григорьевич Квитка (умер 1751) — наказной полковник Харьковского слободского казачьего полка, полковник Изюмского слободского казачьего полка.
- Роман Григорьевич Квитка — харьковский полковой судья. До этого занимал должность полкового хорунжего.
- Федор Иванович Квитка — коллежский советник. Помещик Харьковского уезда. Имения в сл. Основе и Верещаковке.
- Илья Иванович Квитка (1745 — после 1814) — харьковский писатель, близкий к духовенству. Известен как автор исторического исследования «Записки о слободских полках с начала их поселения до 1766 г.», «Краткое историческое описание Малой России до 1765 г. с дополнением о запорожских казаках».
- Александра Гавриловна Квитка (27.08.1800 — 25.12.1833) — похоронена в сл. Средний Бурлук Волчанского уезда.
- Квитка Семен Александрович (1779-20.10.1859) — из дворян, коллежский регистратор. Похоронен в сл. Деркачи,
- Андрей Федорович Квитка (25.11.1774 — 6.04.1844) — сенатор, из потомственных дворян Харьковской губернии. На военной службе с 1785 года, в отставке с 1798, подполковник. С 1810 по 1828 годы — Харьковский губернский предводитель дворянства. С 1828 года Псковский губернатор. Похоронен в сл. Основа под церковью. Жена — дочь генерал-лейтенанта Н. М. Бердяева — Елизавета. Дети: Мария (1811), Валериан (1812).
- Григорий Федорович Квитка (Основьяненко) (18.11.1778 — 8.08.1843) — писатель, похоронен на Холодногорском кладбище с женой Анной Григорьевной, урождённой Вульф (17.05.1800 — 31.01.1852).
- Валериан Андреевич Квитка (1812 — 28.03.1871) — гвардии штабс-капитан. Похоронен в сл. Основа под левым клиросом Предтечевской церкви, им построенной, вместе с женой Елизаветой Карловной (? — 23.04.1889).
  - Андрей Валерьянович Квитка (Квитко) (1849—1922 или 1923) — российский военный деятель, полковник (1904). Участник Русско-турецкой войны 1877—1878, Ахал-текинской экспедиции, Русско-японской войны.
- Иван Степанович Квитка (? — 30.09.1872) — похоронен в усыпальнице под Софийской церковью в с. Малая Алексеевка Харьковского уезда.
- Иосиф Николаевич Квитка (7.03.1830 — 26.10.1886) — похоронен в сл. Масловка Змиевского уезда вместе с отцом Юрием Николаевичем Квиткой (12.03.1794 — 13.02.1868).
- Юрий Николаевич Квитка (23.09.1824 — 3.02.1889) — штабс-ротмистр, похоронен в Харькове на Усекновенском кладбище.
- Климент Васильевич Квитка — (23 января (4 февраля) 1880 — 19.09.1953) — российский и советский музыковед-фольклорист. Муж Леси Украинки — Ларисы Петровны Косач-Квитки.
- Андрей Николаевич Квитка (18.02.1829 — 15.11.1904) — генерал-майор, похоронен в Харькове на Усекновенском кладбище.

## Имения
- слобода Основа (с 1713) — в настоящее время исторический район Харькова Старая Основа, ныне Москалёвка и Новосёловка. Была куплена у Донец-Захаржевских полковником Григорием Семеновичем Квиткой в 1713 году. Именно по названию родового поместья известный представитель рода — писатель Григорий Фёдорович Квитка — взял себе творческий псевдоним Основьяненко. Кроме него фамилию Квитка-Основьяненко не носил никто.

## Интересные факты
- В Харькове есть улица Квитки-Основяненко, названная в честь известного украинского писателя и драматурга Григория Фёдоровича Квитки (Основьяненко — его творческий псевдоним, взятый по родовому имению Основа).

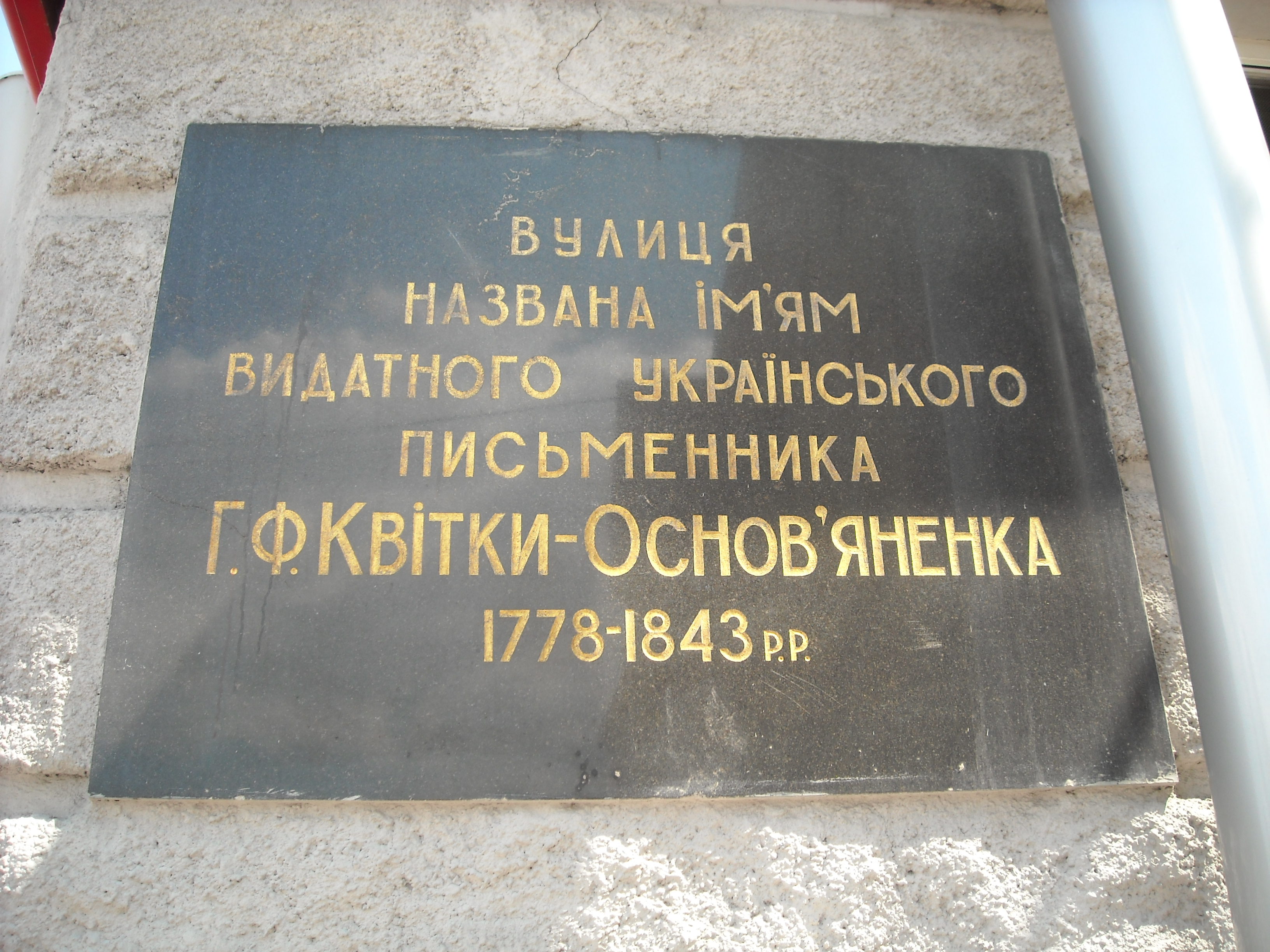
Памятная доска на улице Квитки-Основьяненко в Харькове.
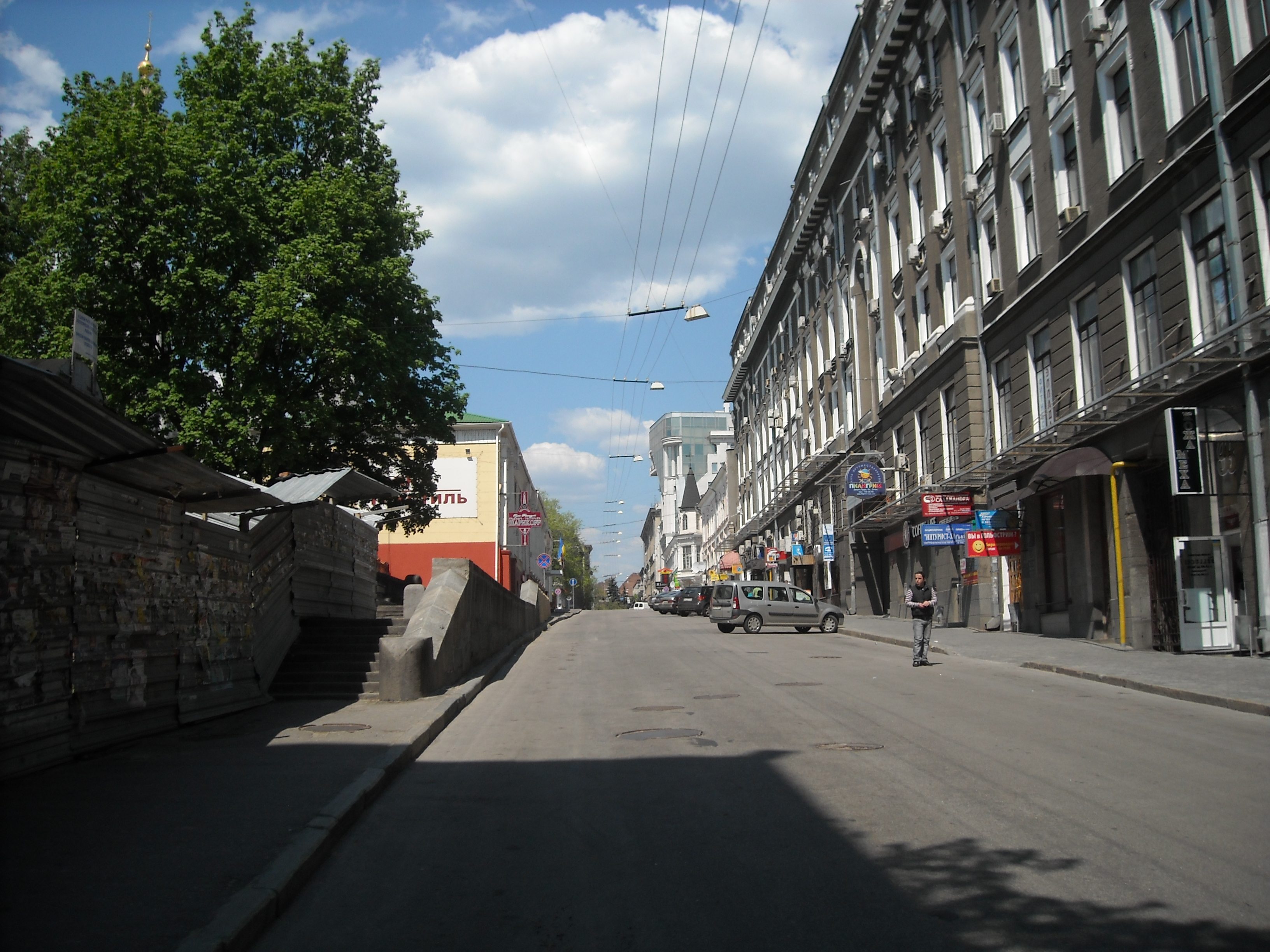
Улица Квитки-Основьяненко в Харькове.

- На улице Квитки-Основяненко есть установленный в 1994 году пямятник Григорию Фёдоровичу Квитке-Основяненко, созданный скульптором Семёном Якубовичем и архитектором Юрием Шкодовским.
- Так же в Харькове есть парк имени Квитки-Основяненко, расположенный в историческом районе Старая Основа (Великая Основа). К данному парку раньше примыкала усадьба семьи Квиток. Это было родовое поместье данного семейства. Здание утрачено, парк в значительной части был вырублен под частную застройку.
- В 2008 годы в серии «Выдающиеся личности Украины» Национальным банком Украины была выпущенная монета номиналом в 2 гривни, посвященная Г. Ф. Квитке-Основяненко.

Автор эскизов и моделей — Владимир Атаманчук.
На аверсе монеты вверху размещен Малый Государственный Герб Украины, надпись полукругом НАЦИОНАЛЬНЫЙ БАНК УКРАИНЫ, изображен типичный для востока Украины вид города XIX века, внизу надпись — 2 гривни, год чеканки монеты — 2008 (справа) и логотип Монетного двора Национального банка Украины (слева).
На реверсе изображен портрет Квитки-Основьяненко и размещены надписи: Григорий Квитка-Основьяненко (вверху полукругом), 1778—1843 (внизу).

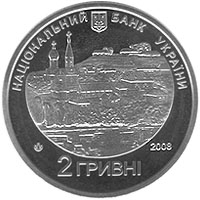
Монета Украины 2 гривны.  Квитка-Основяненко Г. Ф. 2008 г. Аверс
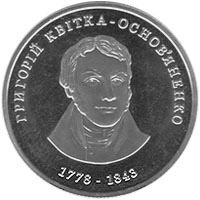
Монета Украины 2 гривны.  Квитка-Основяненко Г. Ф. 2008 г. Реверс